# Liste des cavités naturelles les plus profondes du Doubs
La liste des cavités naturelles les plus profondes du Doubs recense, sous forme de tableau(x), les cavités souterraines naturelles connues dans ce département français, dont le dénivelé est supérieur ou égal à cent mètres.
La communauté spéléologique considère qu'une cavité souterraine naturelle n'existe vraiment qu'à partir du moment où elle est « inventée » c'est-à-dire découverte (ou redécouverte), inventoriée, topographiée et publiée. Bien sûr, la réalité physique d'une cavité naturelle est la plupart du temps bien antérieure à sa découverte par l'homme ; cependant tant qu'elle n'est pas explorée, mesurée et révélée, la cavité naturelle n'appartient pas au domaine de la connaissance partagée.
La liste spéléométrique des 63 plus profondes cavités naturelles du Doubs (≥ cent mètres) est actualisée à fin octobre 2021.
La plus profonde cavité souterraine naturelle répertoriée dans le département du Doubs est  « le réseau du Verneau », sur les communes de Déservillers & Nans-sous-Sainte-Anne (cf. ligne 1 du tableau ci-dessous).
| \| Histogramme de la répartition des plus profondes cavités naturelles du Doubs par classe de dénivelé -- Les 63 cavités citées fin 2021 sont réparties en 4 classes de dénivelé -- \| \| \| \| \| \| \| \| \| \| \| \| \| \| \| classe I >= 500 m 0 cavité[s] \| classe II >= 200 m et < 500 m 8 cavités \| classe III >= 150 m et < 200 m 17 cavités \| classe IV >= 100 m et < 150 m 38 cavités \| \| |                               |                                         |                                           |                                          |  |
| Le graphique qui aurait dû être présenté ici ne peut pas être affiché car il utilise l'ancienne extension Graph, désactivée pour des questions de sécurité. Des indications pour créer un nouveau graphique avec la nouvelle extension Chart sont disponibles ici . |                               |                                         |                                           |                                          |  |
| Histogramme de la répartition des plus profondes cavités naturelles du Doubs par classe de dénivelé -- Les 63 cavités citées fin 2021 sont réparties en 4 classes de dénivelé -- |                               |                                         |                                           |                                          |  |
| |                               |                                         |                                           |                                          |  |
| | classe I >= 500 m 0 cavité[s] | classe II >= 200 m et < 500 m 8 cavités | classe III >= 150 m et < 200 m 17 cavités | classe IV >= 100 m et < 150 m 38 cavités |  |

## Cavités du Doubs (France) dont la dénivellation est supérieure ou égale à500m
Aucune cavité est recensée dans cette « classe I » au 31-12-2021.

## Cavités du Doubs (France) dont la dénivellation est comprise entre200 mètreset499 mètres
8 cavités sont recensées dans cette « classe II » au 31-10-2021.
| Réf. | Cavité (autres noms)               | Commune                              | Massif ou zone | Coordonnées (WGS 84)        | Dénivelée (mètres) | Développe. (mètres) | Sources ou références                  | Mise à jour |
| ---- | ---------------------------------- | ------------------------------------ | -------------- | --------------------------- | ------------------ | ------------------- | -------------------------------------- | ----------- |
| 1    | Réseau du Verneau                  | Déservillers & Nans-sous-Sainte-Anne |                | 46° 58′ 43″ N, 6° 00′ 21″ E | +000387, m         | +33 300, m          | Spelunca n°148 & Rémy Limagne          | 2012-03     |
| 2    | Gouffre de Montaigu                | Courcelles-lès-Châtillon             |                | 47° 17′ 40″ N, 6° 42′ 58″ E | +000385, m         | +1 400, m           | Le Karst Comtois & speleo-mandeure     | 2010-01     |
| 3    | Gouffre du Mont Ratey              | Arc-sous-Cicon                       |                | 47° 03′ 41″ N, 6° 21′ 42″ E | +000238, m         | +0800, m            | Spelunca n°125                         | 2010-01     |
| 4    | Gouffre du Paradis                 | Trépot                               |                | 47° 10′ 51″ N, 6° 11′ 32″ E | +000234, m         | +1 370, m           | Le Karst Comtois                       | 2019-06     |
| 5    | Gouffre de la Légarde              | Hautepierre-le-Châtelet              |                | 47° 03′ 23″ N, 6° 17′ 25″ E | +000219, m         | +0768, m            | Le Karst Comtois & efs.ffspeleo        | 2018-06     |
| 6    | Gouffre de Vauvougier              | Malbrans                             |                | 47° 07′ 46″ N, 6° 04′ 42″ E | +000215, m         | +2 550, m           | Spéléométrie de la France & cds93.free | 2010-01     |
| 7    | Gouffre du Leubot                  | Gonsans                              |                | 47° 12′ 16″ N, 6° 17′ 33″ E | +000215, m         | +3 775, m           | plongeesout.com                        | 2010-01     |
| 8    | Gouffre des Seignes des Guillemins | Le Bizot                             |                | 47° 09′ 08″ N, 6° 40′ 53″ E | +000205, m         | NC m                | La cordelettre N°2                     | 2021-10     |

## Cavités du Doubs (France) dont la dénivellation est comprise entre150 mètreset199 mètres
17 cavités sont recensées dans cette « classe III » au 31-10-2021.
| Réf. | Cavité (autres noms)        | Commune               | Massif ou zone | Coordonnées (WGS 84)        | Dénivelée (mètres) | Développe. (mètres) | Sources ou références                                        | Mise à jour |
| ---- | --------------------------- | --------------------- | -------------- | --------------------------- | ------------------ | ------------------- | ------------------------------------------------------------ | ----------- |
| 8    | Gouffre des Bruyères        | Villars-lès-Blamont   |                | 47° 21′ 50″ N, 6° 51′ 47″ E | +000190, m         | +0640, m            | Groupe spéléo de Belfort                                     | 2010-01     |
| 9    | Gouffre de la Vieille Herbe | L'Hôpital-du-Grosbois |                | 47° 11′ 07″ N, 6° 14′ 20″ E | +000180, m         | +0800, m            | Spéléométrie de la France, cds93.free & Sous le Plancher n°4 | 2010-01     |
| 10   | Gouffre des Gentils Vieux   | Les Villedieu         |                |                             | +000178, m         | +0258, m            | Speleo-lausanne.ch                                           | 2018-06     |
| 11   | Gouffre de la Chenau        | Trépot                |                | 47° 11′ 07″ N, 6° 10′ 33″ E | +000175, m         | +1 740, m           | Grottocenter                                                 | 2010-01     |
| 12   | Gouffre de la Rasse         | Maiche                |                | 47° 15′ 42″ N, 6° 47′ 40″ E | +000175, m         | NC m                | Le Karst Comtois                                             | 2018-06     |
| 13   | Gouffre Dauphin             | Vellerot-lès-Belvoir  |                | 47° 21′ 06″ N, 6° 36′ 07″ E | +000175, m         | +3 632, m           | Le Karst Comtois                                             | 2018-06     |
| 14   | Gouffre de la Grange Brûlée | Athose                |                | 47° 03′ 34″ N, 6° 20′ 39″ E | +000171, m         | +1 125, m           | Spéléométrie de la France                                    | 2010-01     |
| 15   | Gouffre du Bief des Baumes  | Labergement-du-Navois |                | 46° 58′ 56″ N, 6° 06′ 01″ E | +000171, m         | +0510, m            | Le Karst Comtois                                             | 2010-01     |
| 16   | Grotte du Folaven           | Saraz                 |                | 46° 59′ 39″ N, 5° 57′ 18″ E | +000169, m         | +0283, m            | Spéléométrie de la France                                    | 2010-01     |
| 17   | Grotte de Nouailles         | Mouthier-Haute-Pierre |                | 47° 01′ 33″ N, 6° 17′ 08″ E | +000167, m         | +5 220, m           | Spéléométrie de la France                                    | 2010-00     |
| 18   | Gouffre n° 1 du Cyclope     | Longeville            |                | 47° 00′ 50″ N, 6° 14′ 04″ E | +000164, m         | NC m                | Spéléométrie de la France                                    | 2010-01     |
| 19   | Gouffre Huot                | Fournets-Luisans      |                | 47° 05′ 27″ N, 6° 33′ 46″ E | +000160, m         | +0200, m            | Le Karst Comtois & cds93.free                                | 2010-01     |
| 20   | Gouffre n° 2 des Chasaux    | Naisey                |                | 47° 12′ 43″ N, 6° 16′ 45″ E | +000160, m         | +0400, m            | Le Karst Comtois & .cosif.fr                                 | 2010-01     |
| 21   | Gouffre Pouet-Pouet         | Labergement-du-Navois |                | 46° 58′ 47″ N, 6° 05′ 06″ E | +000160, m         | +1 028, m           | Fiche congrès 2007 & Le Karst Comtois                        | 2010-01     |
| 22   | Gouffre du Gros-Bourbier    | L'Hôpital-du-Grosbois |                | 47° 11′ 12″ N, 6° 14′ 26″ E | +000155, m         | +0245, m            | Spéléométrie de la France                                    | 2010-01     |
| 23   | Gouffre du Charretier       | Fournets-Luisans      |                | 47° 05′ 26″ N, 6° 33′ 48″ E | +000152, m         | NC m                | Spéléométrie de la France                                    | 2010-01     |
| 24   | Gouffre des Essarlottes     | Gevresin              |                | 46° 58′ 05″ N, 6° 03′ 42″ E | +000150, m         | +3 775, m           | Fiche congrès 2007 & plongeesout.com                         | 2010-01     |

## Cavités du Doubs (France) dont la dénivellation est comprise entre100 mètreset149 mètres
38 cavités sont recensées dans cette « classe IV » au 31-10-2021.
| Réf. | Cavité (autres noms)               | Commune                  | Massif ou zone | Coordonnées (WGS 84)        | Dénivelée (mètres) | Développe. (mètres) | Sources ou références                                                  | Mise à jour |
| ---- | ---------------------------------- | ------------------------ | -------------- | --------------------------- | ------------------ | ------------------- | ---------------------------------------------------------------------- | ----------- |
| 25   | Gouffre des Navets                 | Labergement-du-Navois    |                | 46° 58′ 39″ N, 6° 04′ 08″ E | +000140, m         | +0991, m            | Le Karst Comtois                                                       | 2018-06     |
| 26   | Gouffre du Saut de l'Eau           | Mancenans-Lizerne        |                | 47° 14′ 25″ N, 6° 46′ 00″ E | +000140, m         | NC m                | Le Karst Comtois                                                       | 2018-06     |
| 27   | Puits de Jardel                    | Chaffois                 |                | 46° 55′ 00″ N, 6° 14′ 20″ E | +000138, m         | NC m                | Le Karst Comtois                                                       | 2018-06     |
| 28   | Gouffre Didier                     | Boujailles               |                | 46° 51′ 44″ N, 6° 03′ 27″ E | +000135, m         | NC m                | Le Karst Comtois                                                       | 2018-06     |
| 29   | Aven de l'Avoir Trouvé             | Eternoz                  |                | 46° 59′ 47″ N, 5° 57′ 14″ E | +000133, m         | NC m                | Le Karst Comtois                                                       | 2018-06     |
| 30   | Gouffre de la Cernue               | Vanclans                 |                | 47° 05′ 52″ N, 6° 22′ 53″ E | +000133, m         | NC m                | Le Karst Comtois                                                       | 2018-06     |
| 31   | Creux de la Rasse                  | Passonfontaine           |                | 47° 06′ 13″ N, 6° 24′ 06″ E | +000132, m         | NC m                | Le Karst Comtois                                                       | 2018-06     |
| 32   | Gouffre Ferréol                    | Fournets-Luisans         |                | 47° 05′ 26″ N, 6° 33′ 46″ E | +000130, m         | +0700, m            | Le Karst Comtois & Sous le Plancher n°9                                | 2018-06     |
| 33   | Gouffre du Brison                  | Montrond-le-Château      |                | 47° 07′ 53″ N, 6° 03′ 16″ E | +000128, m         | +1 020, m           | Le Karst Comtois & benoit.velten.free                                  | 2018-06     |
| 34   | Grotte des Cavottes                | Montrond-le-Château      |                | 47° 08′ 10″ N, 6° 03′ 23″ E | +000128, m         | +3 589, m           | Le Karst Comtois & Spéléo magazine n°56 & plongeesout.com & juraspeleo | 2018-06     |
| 35   | Puits de la Lave                   | Montrond-le-Château      |                | 47° 08′ 30″ N, 6° 03′ 40″ E | +000126, m         | +0400, m            | Le Karst Comtois                                                       | 2018-06     |
| 36   | Gouffre de Leusiole                | Fournets-Luisans         |                | 47° 05′ 30″ N, 6° 33′ 43″ E | +000125, m         | NC m                | Le Karst Comtois & cds93.free                                          | 2018-06     |
| 37   | Creux Billard                      | Nans-sous-Sainte-Anne    |                | 46° 57′ 50″ N, 6° 00′ 45″ E | +000124, m         | NC m                | Le Karst Comtois & lieux-insolites                                     | 2010-01     |
| 38   | Puits de Poudry                    | Crosey-le-Petit          |                | 47° 21′ 24″ N, 6° 28′ 19″ E | +000120, m         | +0210, m            | Le Karst Comtois                                                       | 2018-06     |
| 39   | Gouffre Perte de Soit              | Montmahoux               |                | 46° 59′ 07″ N, 6° 00′ 38″ E | +000119, m         | +0320, m            | Le Karst Comtois                                                       | 2018-06     |
| 40   | Gouffre de la Baume de Sainte-Anne | Sainte-Anne              |                | 46° 56′ 57″ N, 5° 58′ 46″ E | +000117, m         | +0308, m            | Le Karst Comtois & Fiche congrès 2007                                  | 2018-06     |
| 41   | Gouffre de la Belle Louise         | Montrond-le-Château      |                | 47° 08′ 19″ N, 6° 03′ 31″ E | +000116, m         | +0857, m            | Le Karst Comtois & ktakafka.free                                       | 2018-06     |
| 42   | Grotte du Cul de Vau               | Vuillafans               |                | 47° 04′ 27″ N, 6° 13′ 31″ E | +000116, m         | +4 485, m           | Le Karst Comtois                                                       | 2018-06     |
| 43   | Gouffre de la Brosse               | Montrond-le-Château      |                | 47° 08′ 15″ N, 6° 03′ 40″ E | +000116, m         | +0186, m            | Le Karst Comtois                                                       | 2018-06     |
| 44   | Gouffre de Landru                  | Servin                   |                | 47° 18′ 19″ N, 6° 27′ 49″ E | +000115, m         | NC m                | Le Karst Comtois                                                       | 2018-06     |
| 45   | Gouffre du Moray                   | Vercel                   |                | 47° 11′ 01″ N, 6° 26′ 03″ E | +000112, m         | NC m                | Le Karst Comtois & speleoclubmontdor                                   | 2018-06     |
| 46   | Gouffre du Pré Rond                | Montrond-le-Château      |                | 47° 08′ 48″ N, 6° 03′ 19″ E | +000112, m         | +0205, m            | Le Karst Comtois & plongeesout.com                                     | 2018-06     |
| 47   | Gouffre de la Bècherie             | Gevresin                 |                | 46° 58′ 19″ N, 6° 02′ 07″ E | +000110, m         | NC m                | Le Karst Comtois                                                       | 2018-06     |
| 48   | Gouffre des Saussaies              | L'Hôpital-du-Grosbois    |                | 47° 10′ 50″ N, 6° 13′ 29″ E | +000109, m         | +0214, m            | Spéléométrie de la France & Le Turbigot n°9                            | 2010-01     |
| 49   | Gouffre de la Découverte           | Nans-sous-Sainte-Anne    |                | 46° 59′ 02″ N, 5° 58′ 41″ E | +000109, m         | NC m                | Le Karst Comtois                                                       | 2020-10     |
| 50   | Perte des Ravières                 | Bolandoz                 |                | 46° 59′ 59″ N, 6° 07′ 00″ E | +000107, m         | +1 422, m           | Spéléométrie de la France & Grottocenter                               | 2010-01     |
| 51   | Gouffre de Pourpevelle             | Soye                     |                | 47° 27′ 34″ N, 6° 29′ 03″ E | +000106, m         | +11 169, m          | Spéléo magazine no 81 & CSR Bourgogne Franche-Comté                    | 2012-03     |
| 52   | Gouffre des Creugnots              | Bonnétage                |                | 47° 12′ 00″ N, 6° 43′ 25″ E | +000106, m         | NC m                | Le Karst Comtois                                                       | 2020-10     |
| 53   | Gouffre de la Combe d’Anroz        | Naisey-les-Granges       |                | 47° 11′ 23″ N, 6° 14′ 49″ E | +000105, m         | +0250, m            | Le Karst Comtois                                                       | 2000-01     |
| 54   | Gouffre P3 Chez-les-Veuves         | Passonfontaine           |                | 47° 04′ 28″ N, 6° 25′ 03″ E | +000105, m         | NC m                | Spéléométrie de la France                                              | 2000-01     |
| 55   | Réseau de Sombremon                | Ville-du-Pont            |                | 47° 00′ 53″ N, 6° 29′ 31″ E | +000105, m         | NC m                | Le Karst Comtois                                                       | 2020-10     |
| 56   | Perte de la Barre à Mine           | Bartherans               |                | 47° 11′ 23″ N, 6° 14′ 49″ E | +000103, m         | NC m                | Le Karst Comtois                                                       | 2020-10     |
| 57   | Gouffre de Vau                     | Nans-sous-Sainte-Anne    |                | 46° 58′ 16″ N, 5° 58′ 33″ E | +000102, m         | +0456, m            | Spéléométrie de la France & Grottocenter                               | 2000-01     |
| 58   | Gouffre du Franc                   | Rurey                    |                | 47° 04′ 35″ N, 6° 00′ 28″ E | +000101, m         | +0240, m            | Spéléométrie de la France & benoit.velten.                             | 2000-01     |
| 59   | Gouffre Maurice Baulier            | Gonsans                  |                | 47° 14′ 07″ N, 6° 18′ 57″ E | +000100, m         | NC m                | Spéléométrie de la France                                              | 2000-01     |
| 60   | Gouffre du Champ-Raymond           | Gonsans                  |                | 47° 12′ 42″ N, 6° 18′ 58″ E | +000100, m         | NC m                | Spéléométrie de la France                                              | 2000-01     |
| 61   | Baume de Boujailles                | Boujailles               |                | 46° 53′ 10″ N, 6° 06′ 02″ E | +000100, m         | +1 350, m           | Spéléométrie de la France                                              | 2000-01     |
| 62   | Grotte du Lançot                   | Consolation-Maisonnettes |                | 47° 08′ 59″ N, 6° 36′ 36″ E | +000100, m         | +3 200, m           | Spéléométrie de la France                                              | 2010-01     |